# Harrison (Contea di Grant, Wisconsin)
Harrison è un comune degli Stati Uniti, situato in Wisconsin, nella Contea di Grant.